# Hartmann Lajos
Hartmann Lajos (Budapest, 1947. október 11. –) magyar nemzetközi labdarúgó-játékvezető. Egyéb foglalkozása vállalkozó, ügyvezető.

## Pályafutása

### Nemzeti játékvezetés
Egy újsághirdetésre jelentkezve Budapesten a XIII. ker. (Angyalföld) Labdarúgó-szövetség Játékvezető Bizottsága (JB) előtt 1964-ben vizsgázott. A Budapesti Labdarúgó-szövetség (BLSZ) JB keretében NB. III-as, 1974-ben országos utánpótlás majd az NB. II-es keret játékvezetője. Sportvezetőinek értékelése alapján 1980-ban debütálhatott az első osztályban. Hosszú és eredményes nemzeti pályafutásától 1994-ben vonult vissza. Foglalkoztatására jellemző, hogy az 1989/1990-es bajnoki szezonban Molnár László társaságában 14 mérkőzést vezethetett. 1994-ben a Debrecen–Vasas mérkőzést félbeszakította, mert a nézőtérről egy szotyolás zacskóval hátba dobták - akkor ez tettlegességnek számított - Márton Sándor partjelzőt, a JT a sajtó támadásától nem tudta megvédeni, ez nagymértékben befolyásolta pályafutásának befejezését. Első ligás mérkőzéseinek száma: 196.
| Időpont              | Helyszín                         | Mérkőzés típusa          | Mérkőzés                                  | Eredmény |
| -------------------- | -------------------------------- | ------------------------ | ----------------------------------------- | -------- |
| 1980. március 22.    | Városi Stadion, Pécs             | első NB. I-es mérkőzés   | Pécsi VSK–Rába ETO                        | 1 : 0    |
| 1994. szeptember 21. | Olajbányász Stadion, Nagykanizsa | utolsó NB. I-es mérkőzés | Nagykanizsai Torna Egylet–Ferencvárosi TC | 0 : 2    |

| Időpont          | Helyszín                        | Mérkőzés típusa      | Mérkőzés                       | Asszisztensek             | Eredmény | Nézők száma |
| ---------------- | ------------------------------- | -------------------- | ------------------------------ | ------------------------- | -------- | ----------- |
| 1994. június 15. | Bozsik József Stadion, Budapest | MK döntő 2. mérkőzés | Kispest-Honvéd–Ferencvárosi TC | Juhos Attila/Varga László | 1 – 2    | 12 000      |

### Nemzetközi játékvezetés
A Magyar Labdarúgó-szövetség (MLSZ) JB felterjesztésére - a visszavonuló Palotai Károly helyére - 1984-ben lett nemzetközi játékvezető, a Nemzetközi Labdarúgó-szövetség (FIFA) tagja. Több estben volt Puhl Sándor nemzetközi játékvezető tartalékja, úgynevezett negyedik játékvezető. Több UEFA-kupa, Intertotó kupa, nemzetközi válogatott- és klub mérkőzést vezetett. Az MLSZ JB nemzetközi kapcsolatának eredményeként 1993-ban Vad István társaságában meghívást kapott Katarba a nemzeti bajnokságban működő csapatok összecsapásainak irányítására. 10 mérkőzésen vezetőbíróként, 7 találkozón pedig egyes számú partbíróként tevékenykedett. A FIFA 45 éves korhatárát elérve búcsúzott az aktív nemzetközi játékvezetéstől.
A Dr. Artemio Franchi Kupa. A korábbi Dél-Amerikai-bajnok és az Európa-bajnoki címvédő (Argentína–Dánia) párharcát Puhl Sándor vezette, ahol 4., tartalék játékvezetőként volt jelen.

## Sportvezetőként
Dolgozott a BLSZ JB elnökségében, majd egyéb okok miatt lemondott. 2006-tól az MLSZ JB elnökségi tagja, ellenőre. A JB amatőr Talent-mentor programjának keretében az utánpótlásért felelős szakember. A REFFERI labdarúgócsapat, egyesület elnöke, fő támogatója. 2011-ben visszavonult az aktív játékvezetői szolgálattól.

## Sikerei, díjai
1984-ben Szlávik András a Játékvezető Bizottság elnöke játékvezetői pályafutásának elismeréseként Ezüst jelvény kitüntetésbe részesítette. 1994-ben, az MLSZ Játékvezető Testület (JT) ellenőrei, szakemberei javaslata alapján, mint az Év Játékvezetője elsőként vehette át a Kaposi Sándor által alapított vándordíjat. 2011-ben az MLSZ elnöke Csányi Sándor valamint a JB elnöke Berzi Sándor a játékvezetésben eltöltött csaknem negyvenéves kiemelkedő munkájának elismeréseképpen, a játékvezetés szolgálatától történő visszavonulása alkalmából ajándékot kapott.

## Családi kapcsolat
Édesapja is játékvezetőként tevékenykedett, így gyermekéveiben nem csak a labdarúgással, hanem a játékvezető tevékenységgel is folyamatosan kapcsolatban volt.